# FN MAG
La FN MAG è una mitragliatrice media ad impiego generalizzato, di costruzione belga e ampia diffusione a livello mondiale.
L'acronimo MAG sta per Mitrailleuse d'Appui Général; le versioni britanniche sono invece conosciute come L7, L8 e relative varianti.

## Storia
La seconda guerra mondiale sancì la nascita di una nuova categoria di armi automatiche, quelle di impiego generale (GPMG, general-purpose machine-gun), adatte per l'accompagnamento della fanteria sia in attacco che in difesa, e quindi capaci di funzionare con configurazioni leggere, a cominciare dal raffreddamento, essenziale per una macchina termodinamica come in definitiva esse sono, e ottenuto solo con l'aria (ovvero, la definitiva sostituzione degli ingombranti manicotti con tanto di serbatoio di condensazione), grazie ad una costruzione migliore e più robusta.
Esse potevano essere usate con un leggero bipiede in fase d'attacco, come mitragliatrice leggera d'accompagnamento, oppure, con il treppiede pesante, come mitragliatrici pesanti d'arresto, in funzione difensiva. Le GPMG trovarono subito molto successo, ed essendo di realizzazione relativamente semplice, molti modelli apparvero tra gli anni '40 e i '60.

## Aspetti tecnici
La struttura di quest'arma è basata sia sulla sua funzione bivalente, che sul tipo di munizione da impiegare, la 7,62 × 51 mm standard. La sua struttura comprende un calcio in legno, una impugnatura simile a quella di una pistola e una canna del gas di recupero sotto quella di sparo. Il funzionamento è a sottrazione di gas, che permette, tramite la sottrazione del gas dalla canna di sparo (entrano nella canna sottostante) di far rinculare l'otturatore e il resto dei meccanismi del blocco una volta che il colpo è sparato.
La struttura è in parte lavorata al massello, solo parzialmente chiodata, e questo la rende molto pesante, anche se per converso è anche molto robusta. Così i soldati che la usano sanno sia che è un'arma affidabile da sparare, che pesante da portare a tracolla. Ma in molti casi essa è adattata all'impiego da veicoli, così prevalgono le sue doti rispetto ai difetti. L'alimentazione è a nastro, una cosa che può comportare dei problemi in caso di azioni veloci d'attacco a piedi, in quanto non essendovi caricatori nella marcia è facile impigliare i proiettili del nastro in sterpaglie e ostacoli vari.
Il modello ha un vantaggio rispetto alla maggior parte della concorrenza, una valvola che ha la funzione di regolare la quantità di gas sottratto, realizzando differenti prestazioni. Questo è il motivo per cui non vi è un'indicazione precisa della cadenza di tiro, che a seconda delle regolazioni varia tra 600 e 1000 colpi al minuto. Questo rende semplice, senza meccanismi particolarmente complessi, variare le caratteristiche dell'arma, per esempio in azioni d'attacco come anche in funzione contraerea è desiderabile aumentare il volume di fuoco massimo, mentre è vero l'opposto in lunghe azioni di fuoco d'arresto. Il calcio, oltre che in legno, è caratterizzato da 7 scanalature perpendicolari, che aiutano la presa, mentre alla sua estremità vi è la fibbia per la cintura a tracolla. La presenza del bipiede è standard, ma può essere sostituito con un treppiede se necessario, oppure, per installazione su veicoli, supporto sferico. In tali casi il calcio, inutile, è usualmente rimosso. La canna è sostituibile, per via del surriscaldamento, con un'altra, in maniera rapida. Essa ha un freno di bocca a più lumi, per ridurre il rinculo.

## Paesi utilizzatori
La sua produzione ha riguardato numerosi paesi, con la Gran Bretagna, che per prima ne ha acquisito la licenza, sostituendo le obsolete Vickers e le Lewis. La produzione è però andata anche ad altri paesi, come l'Argentina, Israele, Singapore, Sudafrica e Taiwan. La NATO ha apprezzato l'affidabilità di queste armi, come si può vedere dall'arrangiamento dei Leopard 1 e 2 olandesi, che sostituiscono la MG 3 con tale armamento.

## Impiego bellico
Nel 1961 il governo rivoluzionario di Fidel Castro a Cuba, acquistò un grosso lotto di armi dal Belgio, fucili FAL e questa mitragliatrice. Tutte armi che furono impiegate dal 1961 al 1966 sia alla Baia dei Porci che durante la "Guerra contra los bandidos" per debellare forze controrivoluzionarie sulla Sierra dell'Escambray. Da allora queste armi furono poi sostituite dalla "famiglia" sovietica degli AK-47. 
Gli inglesi hanno usato le FN MAG diffusamente durante la guerra delle Falkland installate sulle navi come difesa contraerea supplementare, su mezzi terrestri, elicotteri e mezzi da sbarco. L'Argentina, che combatteva largamente con le stesse armi della fanteria, le ha usate a sua volta contro gli inglesi.